# Ranga
La ranga ranga (o ranga en otros departamentos) es un plato típico de la gastronomía boliviana, especialmente del departamento de Tarija.

## Historia
Se dice que el platillo tuvo su origen en el departamento de Tarija, y como todo plato se fue extendiendo a muchas regiones de Bolivia. Se acostumbra comer la ranga a media mañana y es un plato muy solicitado en el Carnaval tarijeño.

## Ingredientes
El ingrediente principal de la ranga ranga es el librillo o panza de res, la cual se acompaña con un sofrito de ají amarillo, y papa, también hervida. Se suele acompañar con una salsa criolla ligera solo consistente en tomate picado y cebolla.